# Suaeda californica
Suaeda californica är en amarantväxtart som beskrevs av Sereno Watson. Suaeda californica ingår i släktet saltörter, och familjen amarantväxter. Utöver nominatformen finns också underarten S. c. californica.